# Phil Abraham (trombonist)

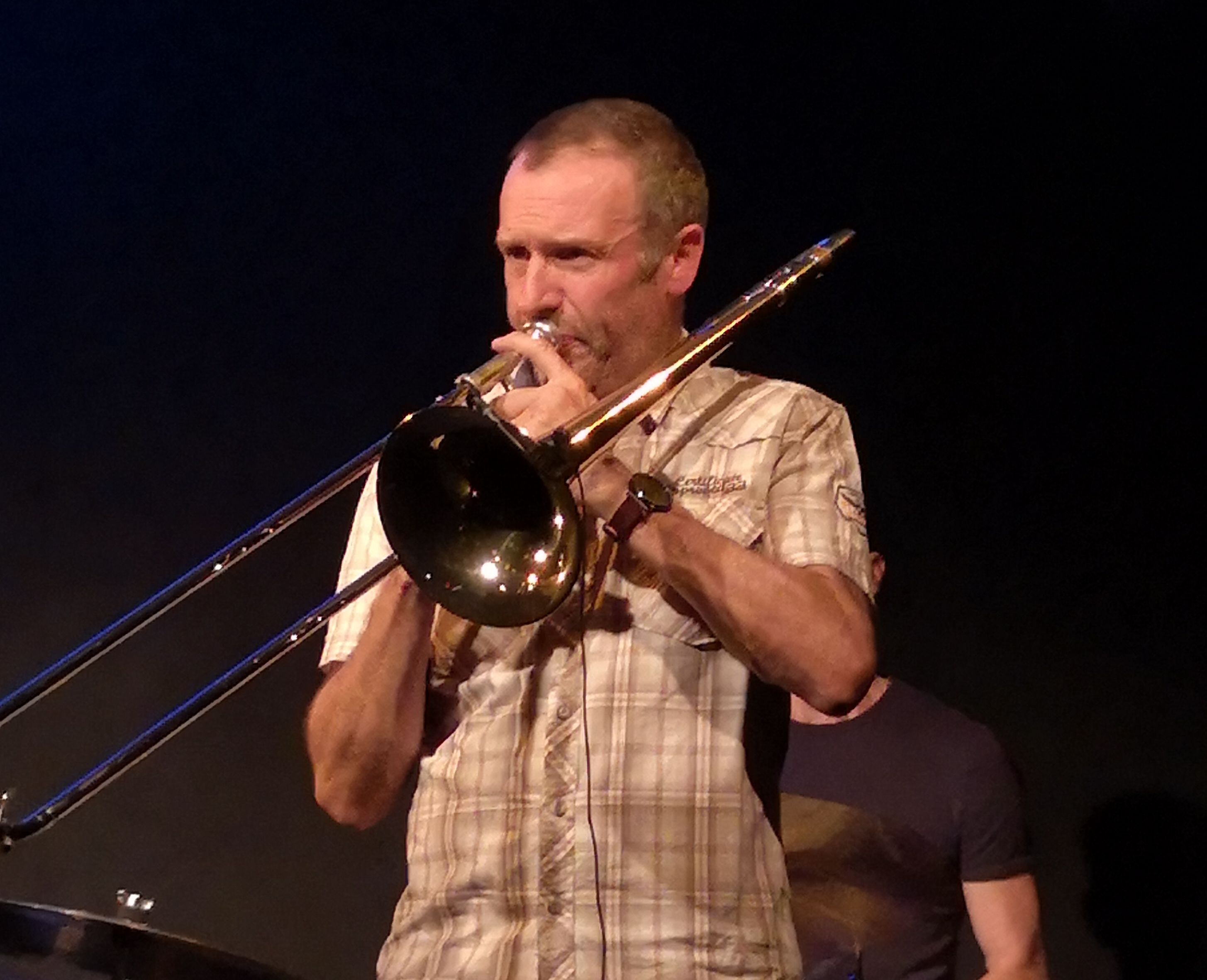
Phil Abraham in 2018

Phil Abraham (2 juni 1962) is een Belgische jazztrombonist en zanger.
Abraham had les in klassieke piano, gitaar en harmonieleer, als trombonist is hij autodidact. Hij heeft gespeeld met talrijke musici, zoals Michel Petrucciani, Claude Nougaro, Clark Terry, Hal Singer en Toots Thielemans. Hij was zes jaar actief in het Franse Orchestre National de Jazz en heeft veel gewerkt met het orkest van de BRT. In 1986 bracht hij zijn eerste album uit onder eigen naam. In de jazz nam hij in de periode 1985-2004 deel aan 27 opnamesessies, onder andere van Robert Cordier, David Linx, Charles Aznavour, Félix Simtaine, Dusko Goykovich en Guy Cabay.
Abraham is tevens actief als docent. Hij gaf zangimprovisatie in Antwerpen en Brussel en geeft les aan het conservatorium in Brussel en het conservatorium in Douai.

## Discografie
- 1986: Phil Abraham Quartet (Multimix Records)
- 1990: At The Sugar Village (Aurophon Records)
- 1991: Stapler (Igloo Records)
- 1997: En Public (Lyrae Records)
- 1999: Fredaines (Lyrae)
- 2003: Jazz me Do (Lyrae)
- 2003: Surprises (Lyrae)
- 2006: From Jazz To Baroque, ou l'inverse! (Mogno Records)
- 2006: K.Fée Live (K.Fée Records)
- 2007: Jazz Me 2 Do (Alone Blue Record)